# St. Johannes (Recklinghausen-Suderwich)

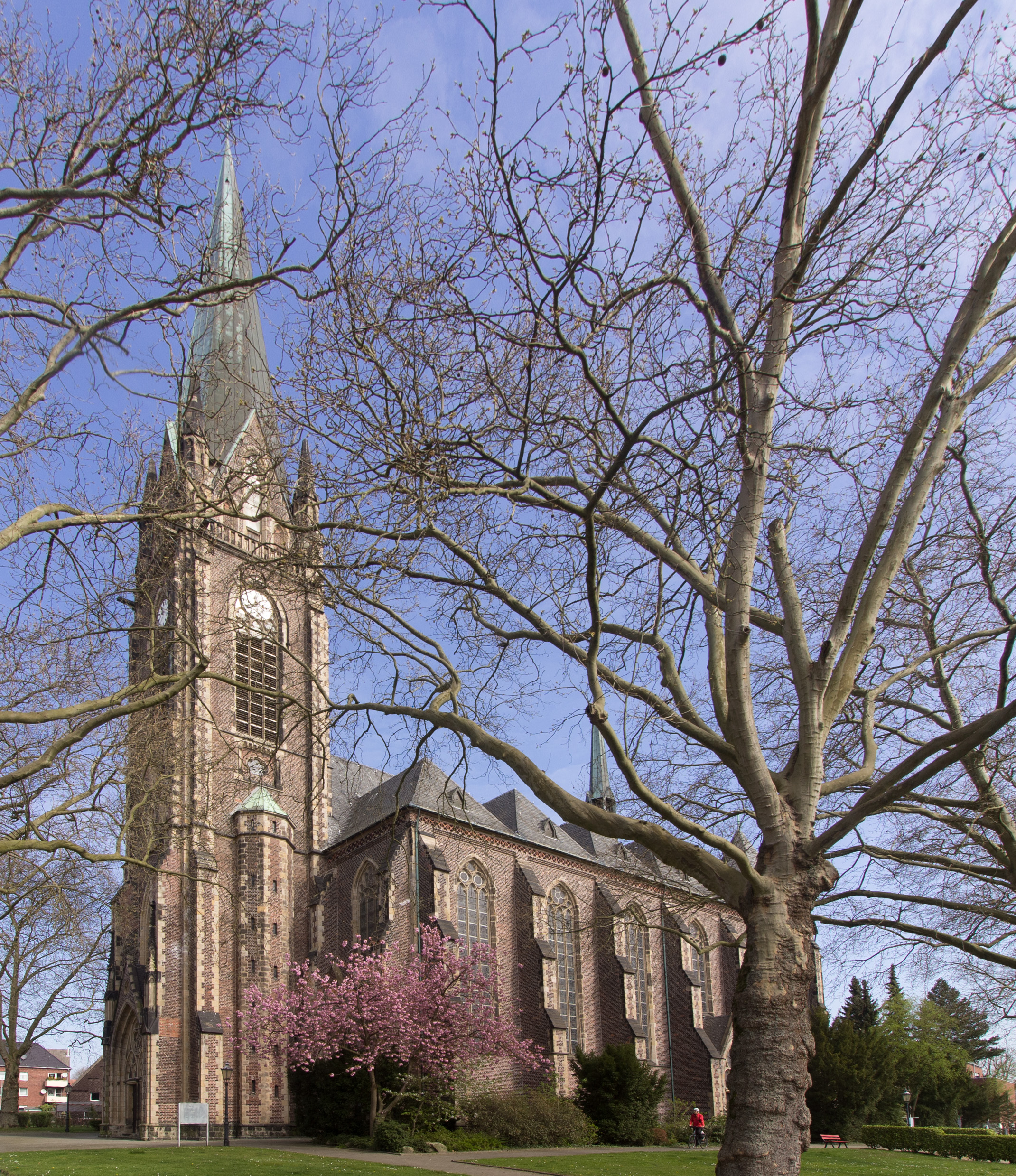
St.-Johannes-Kirche in Recklinghausen-Suderwich

Die St.-Johannes-Kirche ist eine römisch-katholische Kirche im Recklinghäuser Stadtteil Suderwich. Die 1904 im Stil der Neugotik erbaute und unter Denkmalschutz stehende Kirche gehört zur Katholischen Kirchengemeinde Liebfrauen Recklinghausen im Bistum Münster. Sie steht unter dem Patrozinium Johannes des Täufers.

## Lage
Die Kirche steht in der Mitte von Alt-Surk, der Nordhälfte des Stadtteils Suderwich, der aus einer dörflichen Ansiedlung entstanden ist, zwischen der Kirchstraße und der Lülfstraße.

## Geschichte
Alten Urkunden zufolge gab es in der Mitte des 13. Jahrhunderts in Suderwich eine Taufkapelle. Im Jahr 1334 versah ein Priester namens Friederich dort die Seelsorge, er gehörte zu den Mitbegründern der Vestischen Kalandsbruderschaft, einer karitativen Vereinigung. Die Kapelle brannte 1441 ab und wurde in der Folgezeit aus Haardsteinen neu errichtet. Im Dreißigjährigen Krieg erfuhr das Kirchspiel einen Niedergang, von dem es sich nach dem Westfälischen Frieden jedoch wieder erholen konnte. Auf dem Alten Kirchplatz wurde 1820 eine kleine Dorfkirche gebaut.
Mit dem Aufbau der Zeche König Ludwig IV/V ab 1898 und später auch der Schachtanlage VII/VIII wuchs der Bedarf an Arbeitskräften. Der Ort wurde nun mehr und mehr vom Bergbau bestimmt, damit wuchs auch die Zahl der Gemeindemitglieder von St. Johannes, und es wurde ein Kirchenneubau erforderlich. Dieser erfolgte zu Beginn des 20. Jahrhunderts auf einem von der Witwe Franziska Ehling gestifteten Grundstück. Architekt des Kirchenbaus war Franz Lohmann aus Recklinghausen, der bereits für die ursprünglich fast baugleiche, 1903 geweihte Liebfrauenkirche in Hillen verantwortlich war. Die neue St.-Johannes-Kirche wurde am 20. Oktober 1904 geweiht.

## Architektur

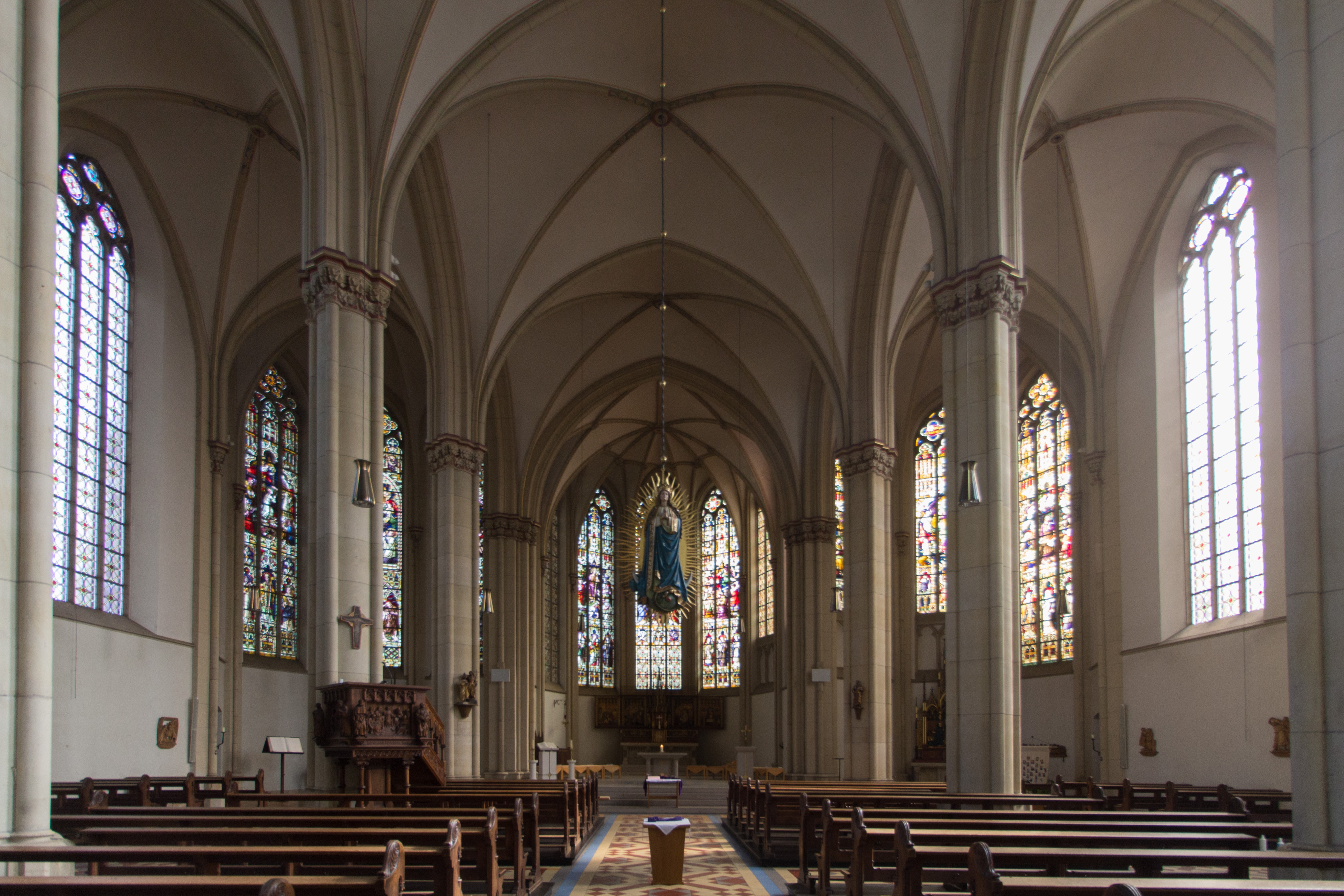
Innenansicht der St.-Johannes-Kirche

### Außenbeschreibung
Das Kirchenschiff weist eine Länge von 58 m und eine Höhe von 17 m auf, daran schließt sich ein weiträumiger Chor an.
Der Kirchturm gehört mit einer Höhe von 75 m zu den höchsten Recklinghausens.

### Innenbeschreibung
Das Innere der dreischiffigen Hallenkirche wird durch Bündelpfeiler gegliedert, deren Dienste in Kelchknospenkapitellen enden. Die Decke bildet ein spitzbogiges Kreuzrippengewölbe.

## Ausstattung

### Hochaltar
Der 5 m breite und ursprünglich 9,50 m hohe Hochaltar ist ein Werk münsterischer Holzbildhauerkunst mit Darstellungen aus dem Leben Jesu. Am Tabernakel stehen die Figuren der Heiligen Liudger, des ersten Bischofs von Münster, und Bonifatius, des „Apostels der Deutschen“. Die Vorderseite des Hochaltars zeigt Steinreliefs mit Opferdarstellungen aus dem Alten Testament: Das Opfer Melchisedeks, das Opfer Abrahams und das Passahmahl.

### Prinzipalien
Im Jahr 1987 wurde der Chorraum der Kirche neu gestaltet. Der hiermit beauftragte Architekt Dreischoff entwarf auch Ambo und Zelebrationsaltar.

### Figurenschmuck
Die Kanzel zeigt einige biblische Darstellungen, darunter das Pfingstereignis und die Jakobsleiter. Am Kanzelkorb finden sich Figuren der vier Evangelisten.
Aus der Vorgängerkirche wurde eine Figur Johannes des Täufers vom Anfang des 19. Jahrhunderts übernommen, die nun in der Turmkapelle steht. Aus der alten Dorfkirche stammt auch eine Skulptur des Hl. Josef mit dem Jesuskind, die in das 18. Jahrhundert datiert wird. Auch sie befindet sich heute im Turm.
Die Strahlenkranzmadonna, die im Mittelgang der Kirche hängt, ist eine Darstellung der Sancta Maria de Victoria. Maria steht auf der Weltkugel und zertritt der Schlange, Sinnbild für das Böse, den Kopf.
Ein Missionskreuz von 1882 aus der Zeit des Kulturkampfes wurde ebenfalls aus der Vorgängerkirche in die neu erbaute St.-Johannes-Kirche überführt, wo es im Raum unter dem Turm seinen Platz fand.
Nach einer Renovierung im Jahr 1957 erhielt die Kirche einen Kreuzweg, bestehend aus Lindenholzschnitzereien von Professor Hoffmann aus München.

## Orgel
Die Orgel wurde 1988 von Gebrüder Stockmann Orgelbau geschaffen. Sie verfügt über Schleifladen, eine mechanische Register- und Spieltraktur und hat 30 Register auf zwei Manualen und Pedal.
Das Instrument hat folgende Disposition:
| I Hauptwerk C–g3       |        |
| Bordun                 | 16′    |
| Prinzipal              | 08′    |
| Hohlflöte              | 08′    |
| Gamba                  | 08′    |
| Oktave                 | 04′    |
| Rohrflöte              | 04′    |
| Oktave                 | 02′    |
| Cornett 3-fach (ab g0) | 02 ⁄3′ |
| Mixtur 5-fach          | 02′    |
| Trompete               | 08′    |
| Tremulant              |        |

| II Schwellwerk C–g3   |     |
| Stillgedackt          | 16′ |
| Geigenprinzipal       | 08′ |
| Konzertflöte          | 08′ |
| Gedackt               | 08′ |
| Aeoline               | 08′ |
| Vox Coelestis (ab c0) | 08′ |
| Oktave                | 04′ |
| Traversflöte          | 04′ |
| Piccolo               | 02′ |
| Fourniture 4-fach     | 02′ |
| Trompette             | 08′ |
| Hautbois              | 08′ |
| Tremulant             |     |

| Pedal C–d1        |        |
| Violon            | 16′    |
| Subbaß            | 16′    |
| Oktavbaß          | 08′    |
| Cello             | 08′    |
| Gedacktbaß        | 08′    |
| Choralbaß         | 04′    |
| Hintersatz 4-fach | 02 ⁄3′ |

- Koppeln: II/I, I/P, II/P

## Glocken
Im Kirchturm befinden sich fünf Glocken, darunter die Johannesglocke, die als eine der ältesten Glocken im Vest Recklinghausen gilt.